# マツダ・グランドファミリア
グランドファミリアとは、1971年9月から1978年10月にかけて東洋工業（現・マツダ）が製造・販売していた自動車。姉妹車であるサバンナと同時に、1971年9月より発売を開始した。
海外輸出名は北米、オーストラリア、ニュージーランド向けがマツダ・808、その他欧州向け等はマツダ・818。また北米市場では後期モデルが「マツダ・マイザー（Mizer）」の名で販売された。

## 概要
元々はファミリアプレストのモデルチェンジとして企画されていたが、プレストの販売が好調だったことと、トヨタのカリーナ／セリカや三菱のコルトギャランなどといった、コンパクトクラスとミドルクラスの隙間を埋める中間車種(現在で言うCDセグメント)の登場を受け、プレストとカペラの中間車種として発売された。キャッチコピーは「ファミリーカーの王様」。当時のマツダは『ロータリゼーション』政策を掲げており、主要モデルにロータリーエンジン搭載を推進していたが、プレスト後継車ではその考えを1歩進め、ロータリーエンジン搭載車とレシプロエンジン搭載車を別ブランドで売り出すこととなった。こうして登場したのがサバンナ（ロータリー専用車）とグランドファミリア（レシプロ専用車）なのだが、ボディを共用したために、市場では同一の車と認識されていた。
ボディバリエーションは4ドアセダンとクーペ、5ドアバンの3種。このクラスでは珍しく2ドアセダンを持たなかったことと、クーペのクォーターウインドーが巻き上げ式になっていたのが特徴。ボディ自体はサバンナと全く共通だが、外装に関してはサバンナとはノーズコーンとテールランプを変更しており、サバンナの丸型4灯式ヘッドライトに対して角型2灯式が特徴である（輸出モデルではサバンナと同じ丸型4灯ライトを採用したグレードも存在）。また、テールランプも角型を採用していた。なお、フェリー積載料金を考慮して、全長は4,000mmを切る3,995mmに抑えていた。また、全幅は1,595mmとしていたが、フェンダーの張り出しが大きいために室内空間はコンパクトクラスよりも多少広いという程度であった。一方内装はサバンナと大差なく、変更箇所はホーンボタン程度。ただサバンナの主要グレードで採用されていたT型インパネはクーペGFのみの適用となり、それ以外のモデルではセンターコンソールのないタイプを使用していた。
グレード展開は、下から
- 標準車
- デラックス
- LX(FX)
- GL(GF)

の各4種（カッコ内クーペ）で、13インチタイヤと前ディスクブレーキ（サーボなし）はセダンではGLのみ、クーペでもFXとGFに設定があった。また、セダンGLには国産初のガラスプリントアンテナを標準装備していた。
エンジンはファミリアプレストと共通の直列4気筒1,300cc・SOHCガソリンエンジンで、レギュラーガソリン仕様ながら87馬力を発生。当初はこの1機種のみで、カリーナ1400やコルトギャラン14L、あるいはコンパクトクラスの上級モデルであるカローラ1400、サニーエクセレント、レオーネ1400に対抗していた。1,600ccクラスはサバンナが受け持っていた。トランスミッションは4速フロアMTが基本設定だが、セダンにはコラムシフトが受注生産で用意され、さらにセダンLX、GL、クーペFX、GFには3速AT(マツダスーパードライブ)も選択できた。サスペンションは前:ストラット、後:リーフリジッドだが、サバンナとシャーシを共用したため、リヤのショックアブソーバーはバイアスマウントとしていた。また、燃料タンクは45Lが標準だったが、メーカーオプションでサバンナ用65Lタイプを選択することができた。
但し、この明確なセグメントも発売当初だけで、翌年にはカペラ用の直列4気筒1,500cc・SOHCガソリンエンジンを追加、Sシリーズとして発売する。Sシリーズはロータリー嫌いのためのサバンナとして発売されたため、セダンのトップグレードはサバンナGRに対応する装備品（T型インパネなど）を与えられてGLIIと称した。クーペもGFIIとなったが、1300GFとの装備の差は少ない。1973年のマイナーチェンジではSシリーズを消滅させ、やはりカペラ用を搭載した1600に格上げし、サバンナの10A型搭載車には設定のない5速MT車を追加。さらにレシプロエンジン搭載車としては初めて50年排出ガス規制適合車となる、1600APシリーズを発売した。
1975年にはイメージを一新するべくヘッドライトを角形から丸形に変え、当時のマスタングIIに似たフロントまわりになった。1977年にプレストがモデルチェンジして2ボックススタイルを用いたハッチバックのファミリアAPになり、翌1978年にはサバンナがモデルチェンジしてサバンナRX-7となってからも、マツダのトランク付大衆車として保守層向けに細々と販売されていたが、53年排出ガス規制をクリアしないままカペラのフルモデルチェンジと同時に1978年に販売中止。以後ファミリアのノッチバックセダンは、1980年9月に5代目ファミリアの追加モデル「ファミリアサルーン」として復活するまで約2年間待たなければならなかった（ただし、この当時のマツダのセダンのラインアップとしてはカペラやルーチェが存在していた）。

## 初代 STC/SU4/SN3/4A型 (1971年-1978年)
- 1971年9月 - 発売開始
- 1972年2月 - 1500Sシリーズ追加
- 1973年10月 - マイナーチェンジ。1500Sを廃止し、1600および1600APを追加
- 1975年9月 - マイナーチェンジ。丸型2灯ヘッドライトとなる。1600APは51年排出ガス規制適合
- 1976年2月 - 1300が51年排出ガス規制適合となり、1300APとなる
- 1978年10月 - 販売終了